# اشتیاق (آلبوم علیرضا قربانی)
اشتیاق نام آلبومی با آهنگ‌سازی فرهاد فخرالدینی و آواز علیرضا قربانی و اشعاری از فریدون مشیری و فخرالدین عراقی است که در سال ۱۳۷۹ توسط شرکت صوتی‌تصویری سروش منتشر شد.  این آلبوم را می‌توان اولین محصول ارکستر موسیقی ملی ایران دانست. 

## فهرست آهنگ‌ها
موسیقی همهٔ ترانه‌ها توسط فرهاد فخرالدینی ساخته شده‌است.
| شماره      | نام            | سراینده        | آهنگساز         | مدت   |
| ---------- | -------------- | -------------- | --------------- | ----- |
| ۱.         | «تصنیف اشتیاق» | فریدون مشیری   | فرهاد فخرالدینی | ۰۶:۲۲ |
| ۲.         | «ساز و آواز»   | فریدون مشیری   | فرهاد فخرالدینی | ۱۶:۴۶ |
| ۳.         | «بی‌کلام»       |                | فرهاد فخرالدینی | ۰۶:۲۴ |
| ۴.         | «مقدمه ارکستر» | فخرالدین عراقی | فرهاد فخرالدینی | ۱۶:۱۶ |
| ۵.         | «تصنیف ارکستر» | فخرالدین عراقی | فرهاد فخرالدینی | ۱۳:۱۵ |
| مجموع مدت: | مجموع مدت:     | مجموع مدت:     | مجموع مدت:      | ۵۹:۰۴ |

### هنرمندان
- آواز: علیرضا قربانی
- آهنگساز: فرهاد فخرالدینی
- رهبر ارکستر: فرهاد فخرالدینی
- ویلن: ارسلان کامکار، منوچهر انصاری، خسرو رحیمیان، حامد کرمانی، امیر مینو سپهر، هومن شمس
- تار و بم تار: شهریار فریوسفی
- ویلن آلتو: فریدون زرین‌بال، عباس خسروی
- ویلنسل: محسن تویسرکانی ، مسعود نظر
- کنترباس: علیرضا خورشیدفر
- ابوا: حسین تاجیک
- کلارینت: سعید اتوت
- فلوت: شهرام رکوعی
- قانون: پریچهر خواجه
- تنبک: محمود فرهمند، کوروش بزرگ‌پور
- تیمپانی: محمود منتظم